# ラス・ロサス・デ・マドリード
ラス・ロサス・デ・マドリード（スペイン語: Las Rozas de Madrid）は、スペイン・マドリード州のムニシピオ（基礎自治体）。単にラス・ロサス（スペイン語: Las Rozas）と表記されることもある。2017年の人口は95,071人。

## 地理

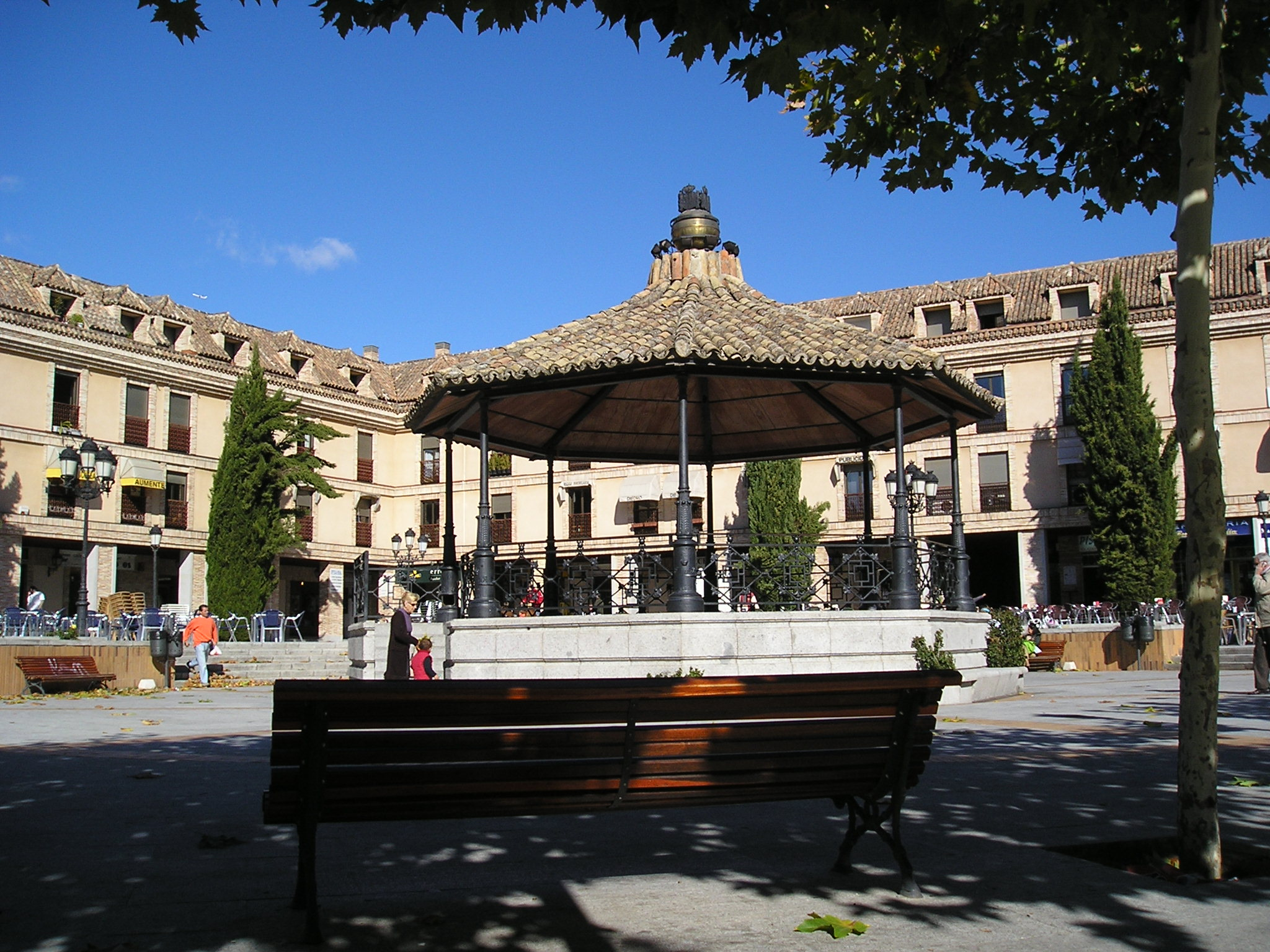
スペイン広場

スペインの首都マドリードの中心部から約20キロメートル北西にあり、マドリード大都市圏に含まれる。マドリードとガリシア州のア・コルーニャを結ぶA-6号線が通っている。レンフェの駅はラス・ロサス駅、ラス・マタス駅、エル・ピナール駅、エル・テハール駅の4駅がある。
北はトレロドネスと、西はビジャヌエバ・デル・パルディーリョやガラパガールと、東はマドリードのモンテ・デル・パルド公園と、南はマハダオンダと境界を接している。
スペイン語のRozasは「開拓地」を意味する。住民の平均所得の高さはマドリード州でも有数である。

### 人口
| ラス・ロサス・デ・マドリードの人口推移 1857－2017       |
|                                                         |
| 出典:INE（スペイン国立統計局）1900年 - 1991年、1996年 - |

## 歴史

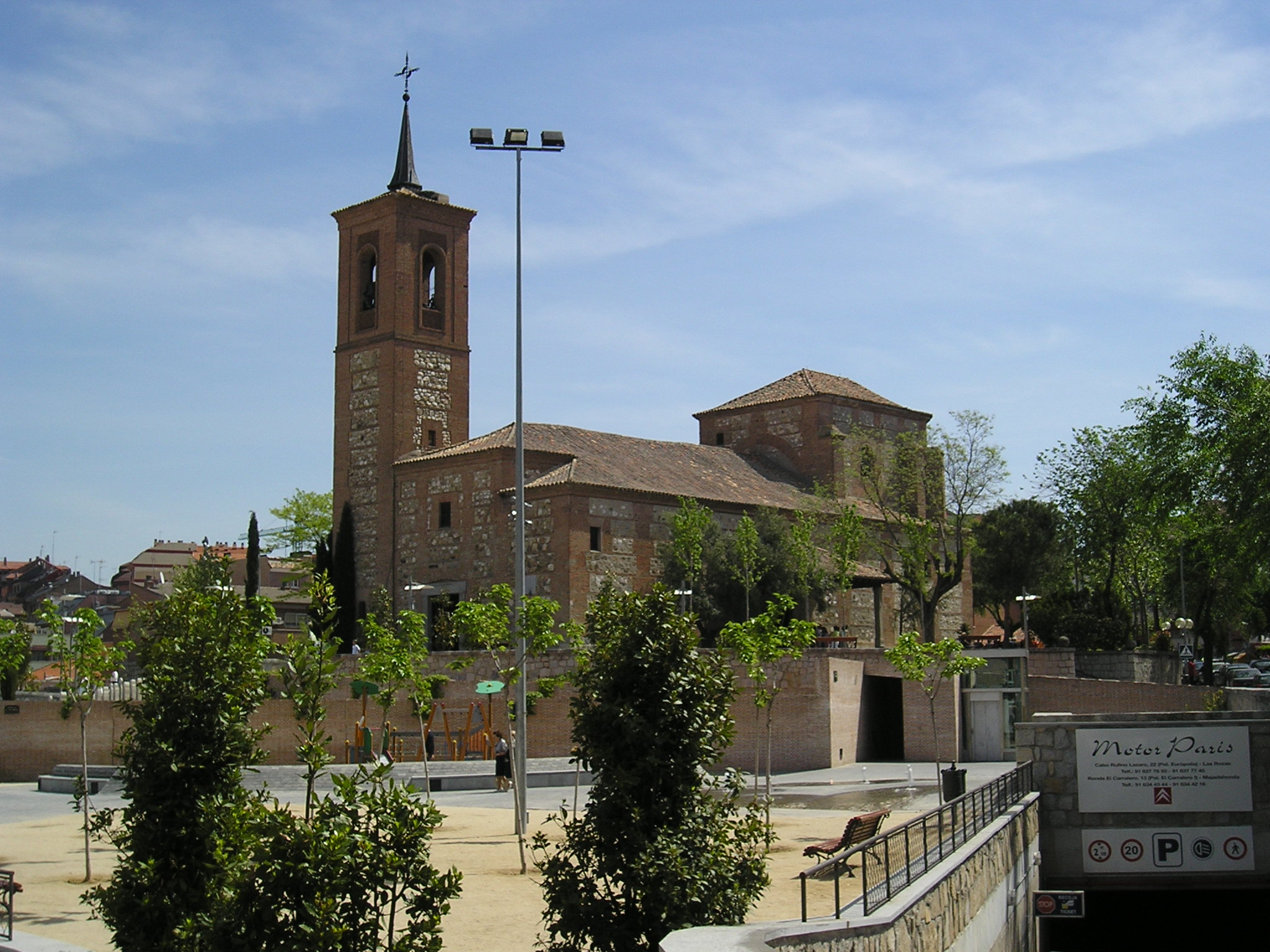
サン・ミゲル・アルカンヘル教会

1930年代後半のスペイン内戦の際、ラス・ロサス周辺は主要な戦いの舞台となった。フランシスコ・フランコが主導者であるナショナリスト派の軍隊は1936年冬、ブルネテ、ビリャビシオーサ・デ・オドン、カンパメントの基地からマドリードの西方に向かって進軍した。共和国派と空軍の支援を受けたナショナリスト派がマドリード近郊で戦い、ラス・ロサスの住民はオヨ・デ・マンサナーレスの洞窟など安全な山地に避難した。
1939年にスペイン内戦が終結した際、サン・ミゲル教会と270戸の集落のうち92戸がひどい被害を受けており、無傷だったのは13戸のみだった。行政大臣は内戦で破壊された町のための機関を発足させ、ラス・ロサスもこの機関の計画に従って復興が行われた。20世紀後半にはマドリードのベッドタウンとして発展した。1991年の人口は35,137人だったが、2005年には2倍以上の76,246人となった。

## 文化

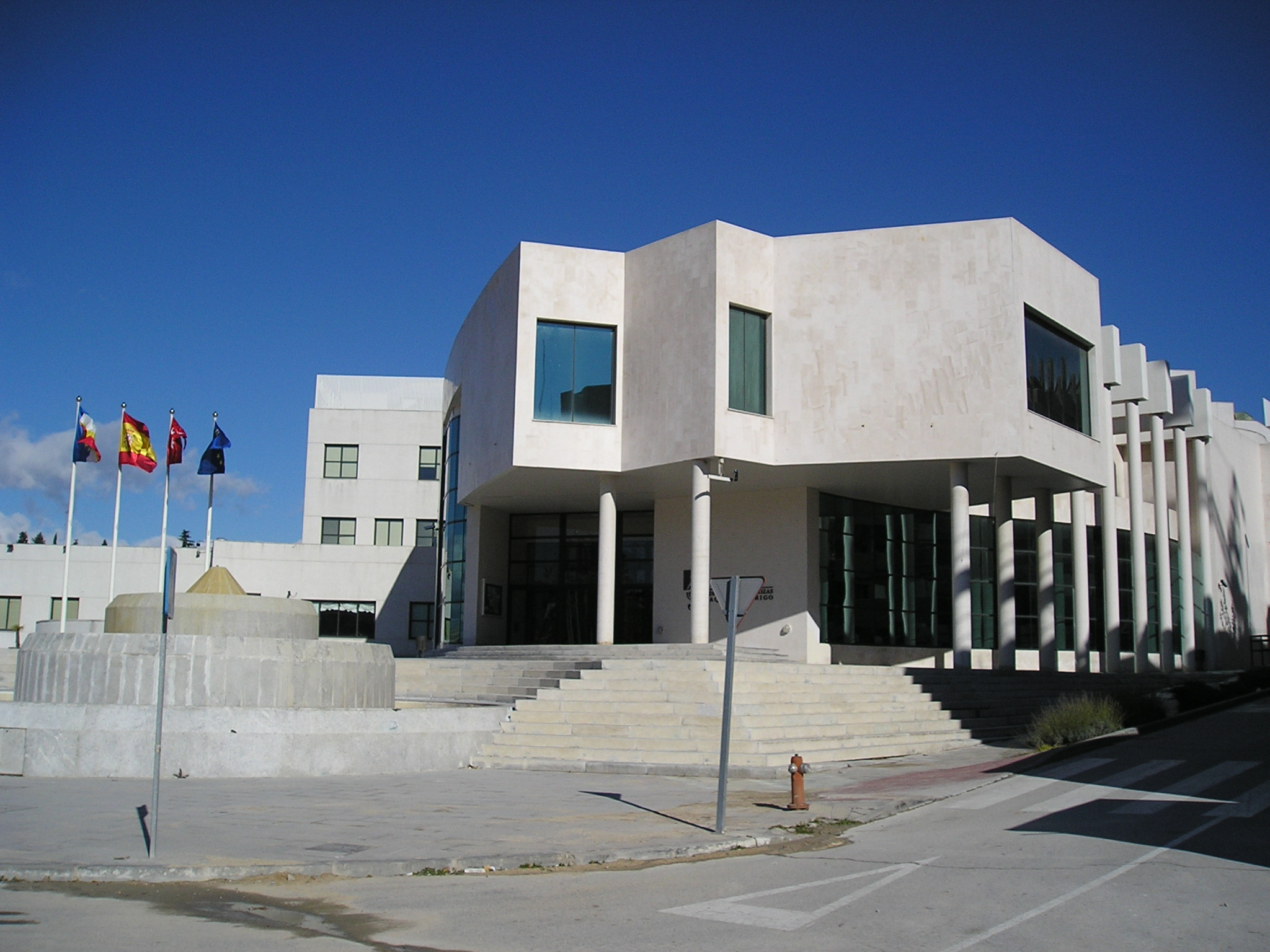
ホアキン・ロドリーゴ公会堂

ラス・ロサスには作曲家のホアキン・ロドリーゴの名前を冠したホアキン・ロドリーゴ公会堂があり、音楽学校や舞踊学校などが入っている。その他には4つの文化センター、3つの図書館（ラス・ロサス図書館、ラス・マタス図書館、レオン・トルストイ図書館）、5つの展示場がある。
1960年代のラス・ロサスは映画撮影所として知られ、アメリカ合衆国の映画プロデューサーであるサミュエル・ブロンストンが建てたスタジオがあった。1963年のアメリカ映画『北京の55日』には多くの地元住民がエキストラとして出演したが、商業的には失敗している。ブロンストンはラス・ロサスへの埋葬を望み、当地の墓地に埋葬されている。

### スポーツ

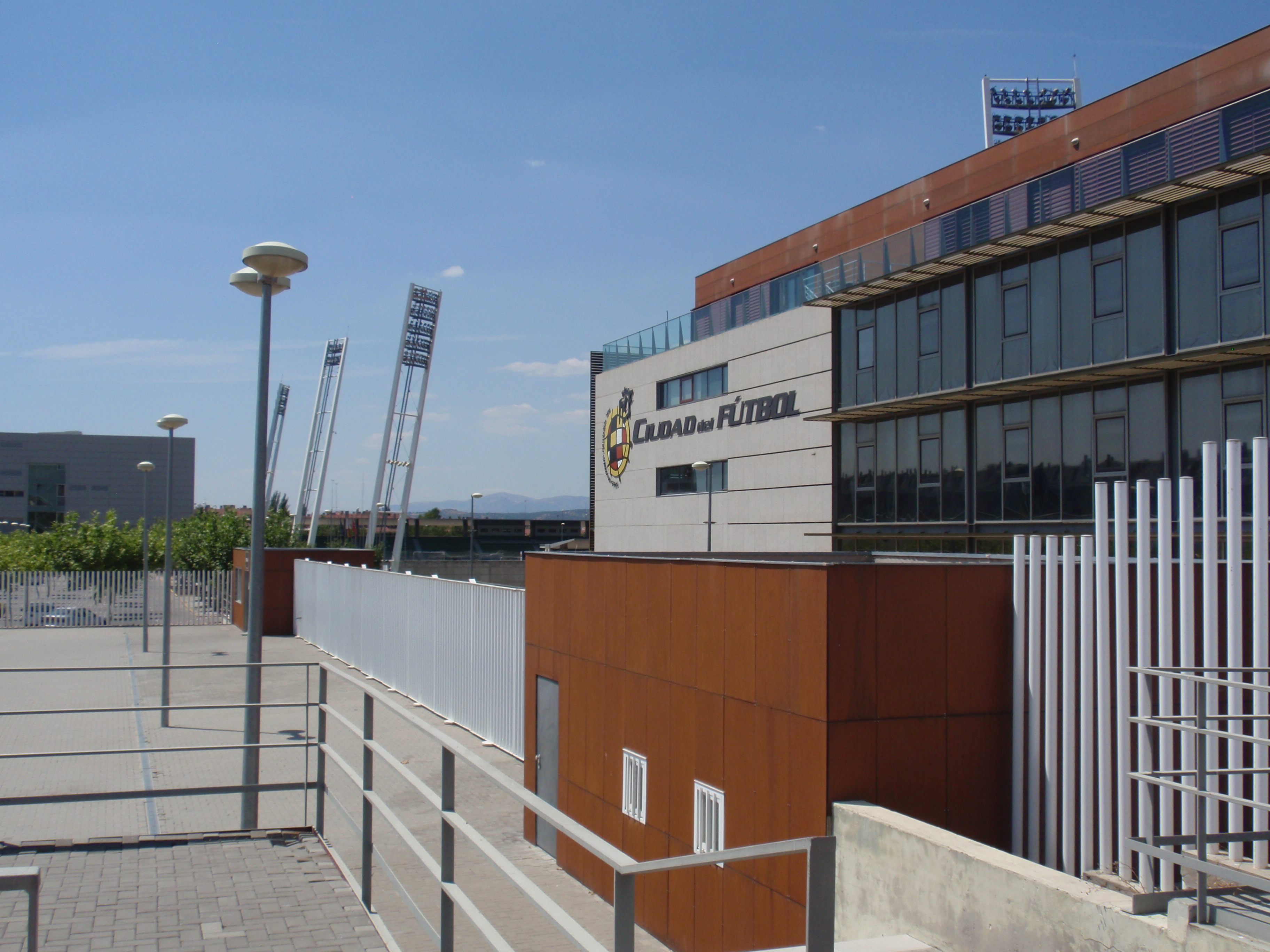
ラス・ロサスにあるサッカースペイン代表の公式練習施設

サッカークラブとしてはラス・ロサスCFがあり、3,000人収容のエスタディオ・ナバルカルボンをホームスタジアムとしている。ラス・ロサスCFは主にテルセーラ・ディビシオン（4部）やマドリード州1部リーグ（5部相当）に所属している。1966年にCDラス・ロサスとして設立され、2009年にはウニオン・ラス・ロサスと合併して現在の名称となった。アルバロ・メヒアはユース時代をこのクラブで過ごし、1998年にレアル・マドリードの下部組織に移った。
フットサルクラブとしては2004年に設立されたUDラス・ロサス・ボアディーリャがあり、このクラブはラス・ロサスとボアディーリャ・デル・モンテの双方を本拠地としている。UDラス・ロサス・ボアディーリャは1,000人収容のパベリョン・ムニシパル・デ・ボアディーリャをホームアリーナとしている。2004-05シーズンはプリメーラ・ディビシオン（1部）に所属していたが、2005年にはセグンダ・ディビシオン（2部）に降格し、2008年にはプリメーラ・ナシオナルA（3部）に降格し、2012年にはテルセーラ・ディビシオン（4部）に降格した。
バスケットボールクラブとしては1987年に設立されたCBラス・ロサスがあり、2,000人収容のポリデポルティーボ・ラス・マタスをホームアリーナとしている。1989年には初めてセグンダ・ディビシオン（2部）に昇格し、1980年代末から1990年代には6シーズンを2部リーグで過ごしたが、リーガACB（1部）昇格は果たせなかった。現在は主にプリメーラ・ディビシオン（5部）に所属している。
ラグビークラブとしては1971年に設立されたインヘニエロス・インドゥストリアレス・ラス・ロサス・ラグビーがある。主にディビシオン・デ・オノールB（2部）に所属している。アメリカンフットボールクラブとしてはラス・ロサス・ブラック・デーモンズがある。主にLNFAセリエA（1部）やセリエB（2部）に所属している。
2003年にはスペインサッカー連盟によって、サッカースペイン代表の公式練習拠点としてラ・シウダ・デ・フットボルがラス・ロサスに建設された。土地はラス・ロサス市議会がスペインサッカー連盟に寄付している。

## 政治
| 任期      | 首長名 | 政党                                                                                                |
| --------- | --- | --------------------------------------------------------------------------------------------------- |
| 1979–1983 | Benito Garrido Turrillo(79) Luis Schake de Miguel(79-80) Doroteo Lázaro Mingo (80-81) Luis Schake de Miguel(81-83) | スペイン社会労働党(PSOE) スペイン社会労働党(PSOE) スペイン社会労働党(PSOE) スペイン社会労働党(PSOE) |
| 1983–1987 | Jesús Zúñiga Pérez-Lemaur                                                                                          | スペイン社会労働党(PSOE)                                                                            |
| 1987–1991 | Jesús Zúñiga Pérez-Lemaur                                                                                          | スペイン社会労働党(PSOE)                                                                            |
| 1991–1995 | Jesús Zúñiga Pérez-Lemaur                                                                                          | スペイン社会労働党(PSOE)                                                                            |
| 1995–1999 | Bonifacio de Santiago Prieto                                                                                       | 国民党(PP)                                                                                          |
| 1999–2003 | Bonifacio de Santiago Prieto                                                                                       | 国民党(PP)                                                                                          |
| 2003–2007 | Bonifacio de Santiago Prieto                                                                                       | 国民党(PP)                                                                                          |
| 2007–2011 | Bonifacio de Santiago Prieto                                                                                       | 国民党(PP)                                                                                          |
| 2011–2015 | José Ignacio Fernández Rubio                                                                                       | 国民党(PP)                                                                                          |
| 2015–2019 | José Ignacio Fernández Rubio                                                                                       | 国民党(PP)                                                                                          |
| 2019–2023 | n/d | n/d                                                                                                 |
| 2023–     | n/d | n/d                                                                                                 |

## 姉妹都市
- グラナダ
- マサヤ
- ニンディリ（英語版）
- ヴィルボン＝シュル＝イヴェット（英語版）